# Жига Ліпущек
Жига Ліпущек (словен. Žiga Lipušček; нар. 5 січня 1997, Шемпетер-при-Гориці) — словенський футболіст, захисник латвійського клубу РФШ та молодіжної збірної Словенії.
Виступав також за клуб «Гориця».
Триразовий чемпіон Латвії. Дворазовий володар Кубка Латвії.

## Клубна кар'єра
Народився 5 січня 1997 року в місті Шемпетер-при-Гориці. Вихованець юнацьких команд футбольних клубів «Гориця» та «Марибор».
У дорослому футболі дебютував 2017 року виступами за команду «Гориця», в якій провів три сезони, взявши участь у 60 матчах чемпіонату. 
До складу клубу РФШ приєднався 2020 року. Станом на 30 січня 2025 року відіграв за ризький клуб 131 матч в національному чемпіонаті.

## Виступи за збірні
У 2013 році дебютував у складі юнацької збірної Словенії (U-16), загалом на юнацькому рівні взяв участь у 2 іграх.
Протягом 2017–2018 років залучався до складу молодіжної збірної Словенії. На молодіжному рівні зіграв у 7 офіційних матчах, забив 1 гол.

## Титули і досягнення
- Чемпіон Латвії (3):

РФШ: 2021, 2023, 2024
- Володар Кубка Латвії (2):

РФШ: 2021, 2024
- Володар Суперкубка Латвії (1):

РФШ: 2025